# Banul Mărăcine
Banul Mărăcine sau Mărăcină, redare comună a lui Barbu III Craiovescu, Barbu Mărăcine sau Barbu Basarab (în latină Barbulus Bassaraba, în turcă Koca Barbul Ban;  a murit la 1 august 1565), ban al Olteniei între 1534-1535, a fost un personaj istoric din Țara Românească, care a pretins titlul de domn. A fost unul dintre câțiva pretendenți ai tronului craiovești, categorie în care a inclus și tatăl său, Preda Craiovescu. Mărăcine însuși a intrat în istorie în 1532, când, ca oponent al domnitorului Vlad al VII-lea, i s-a confiscat moșia. A revenit în favoare mai târziu în acel an, odată cu încoronarea lui Vlad Vintilă de la Slatina. La fel ca Preda înaintea lui, Mărăcine a servit ca Ban al Olteniei, devenind ultimul din familia sa care a deținut acel titlu. Potrivit diverselor relatări, s-a întors împotriva noului său domn, de la organizarea rezistenței armate în Oltenia până la implicarea în asasinarea lui Vlad Vintilă. El și-a putut menține poziția după încoronarea lui Radu Paisie, dar a fost în cele din urmă înfrânt de acesta la mijlocul anului 1535.
Cererea lui Mărăcine la tron a fost acceptată de unele facțiuni ale boieriei locale, care au luat armele împotriva lui Paisie în 1536. Întrucât revendicarea Craioveștilor contrazicea standardele dreptului cutumiar valah, Mărăcine s-a înfățișat ca fiul lui Neagoe Basarab; era poate nepotul lui Neagoe. Războiul civil care a rezultat ar fi implicat un duel corp la corp între cei doi rivali și ar fi dus, de asemenea, la mutilarea lui Paisie de către rebeli. Probabil că Barbu a pus mâna pe tronul muntenesc cu încuviințarea otomană, înainte de a fi alungat de Paisie care se întoarce mai târziu în 1536. Diverse înregistrări sugerează că a trăit în exil împreună cu fiul său Nicolaus Bassaraba și că amândoi au continuat să pretindă tronul. Barbu a fost ucis în cele din urmă la Istanbul, după ce s-a întâlnit cu mânia lui Suleiman Magnificul ; Nicolaus a scăpat înainte de a fi pedepsit și a fugit în Imperiul Spaniol, dar totuși s-a numit Domn pretendent. Descendenții săi de sex masculin au continuat să fie implicați în intrigi atât în Țara Românească, cât și în Moldova, până în anii 1650.
Memoria lui Mărăcine a supraviețuit în folclorul românesc, care îl identifică drept patronul diferitelor locuri din județul Dolj. O legendă modernă l-a revendicat, în mod anacronic, drept strămoșul poetului francez renascentist Pierre de Ronsard. Această tradiție inventată și -a găsit probabil prima formă completă într-o baladă omonimă a lui Vasile Alecsandri, publicată în anii 1850. Mai târziu a inspirat și proza, printre alții, de Nicolae D Popescu și drama în versuri de V. A. Urechia. Numele lui Mărăcine și cariera sa legendară rămân asociate cu o rutină de dans și o varietate de vin românesc.

## Moștenire

### Mărăcine ca strămoș al lui Ronsard
Banul este, de asemenea, inspirația pentru un mit romantic care îl implică pe poetul francez Pierre de Ronsard. În Elégie XX, publicată pentru prima dată în 1554, Ronsard s-a imaginat ca fiind moștenitorul unui marchiz „ trac ”. Ascendența, descrisă ca o „glumă” de eruditul Alexandru Odobescu  contrazice o altă poezie a lui Ronsard, în care acesta se modelează ca fiind de nation germain („al neamului german”).  De asemenea, se contrazice cu un discurs din 1586 a lui Jacques Davy Duperron, care îi înfățișează pe Ronsard ca morav. În 1844, relatarea „tracică” a fost preluată de istoricul Jean Alexandre Vaillant, care a susținut că se bazează în întregime pe fapte și care a sugerat că Ronsard a vrut să spună că este valah.  Acest lucru l-a inspirat apoi pe poetul moldovean, Vasile Alecsandri, care l-a identificat pe strămoșul legendar al lui Ronsard cu Mărăcine, ignorând faptul că Ronsard însuși s-a născut în 1524. El și-a consemnat lectura într-o baladă omonimă, localizată în secolul al XIV-lea, dar de altfel tributară tradiției oltenești despre Banul din secolul al XVI-lea. 
Legenda modernă a lui Alecsandri a fost acceptată ca faptică de experții în Ronsard Achille de Rochambeau  și Prosper Blanchemain  și creditată într-un poem intertextual al lui Anna de Noailles. În 1911, francezul Rouët de Ceresnes, inspirat de legendă, l-a rescris ca roman, intitulat Le Chevalier de Ronsard et le Ban Maratchine. Până atunci, povestea fusese denunțată de criticul român Constantin Al. Ionescu-Caion ca mostră de naționalism românesc „șovin”, construit doar din „dovadă insuficientă”.  Deși a fost dezmințită din nou de romanistul Henri Longnon în 1912,  a fost încă văzută ca o ipoteză de încredere de către Léo Claretie, care a revizuit subiectul cu puțin timp înainte de moartea sa în 1924. El și alți autori credeau că Banul a murit în Franța în 1341.  De asemenea, Claretie îl privea pe Ronsard ca pe o versiune cultă a lăutarilor valahi. 
Mitul i-a inspirat totuși pe români să numească lucruri în cinstea Banului de-a lungul secolului al XX-lea. Printre reperele „Banul Mărăcine” se numără o stradă din Timișoara, care a luat acest nume în anii interbelici,  și, din 1965, o regiune viticolă centrată în Pielești. Aici a apărut un mit secundar, care descrie strugurii olteni ai Mărăcinei ca sursă de vin de Burgundia. Un scurt roman de aventuri, bazat tot pe legenda anterioară, a fost scris în 1967 de Grigore Băjenaru pentru firma Editura Tineretului. Până în 1971, textul lui Băjenaru fusese și el transformat într-un album de cuvinte vorbite, la Electrecord.